# Сотовая тюрьма
Сотовая тюрьма (англ. Cellular Jail) — бывшая колониальная тюрьма, также известная как «Кала Пани» (хинди काला पानी — «Чёрные Воды»), расположена в индийском городе Порт-Блэр на Андаманских и Никобарских островах.
Тюрьма использовалась Британской империей для ссылки политических заключённых. Многие индийские диссиденты отбывали здесь наказание, в частности Винаяк Саваркар и Батукешвар Дутта и другие во время борьбы за независимость Индии. Сейчас это национальный мемориал.

## История
Хотя сам тюремный комплекс был построен между 1896 и 1906 годом, англичане стали использовать Андаманские острова в качестве тюрьмы сразу после подавления первого восстания индийских солдат против жёстокой колониальной политики англичан в 1857 году.
Восстание было быстро подавлено, всех выживших отправили в ссылку на Андаманские острова, чтобы предотвратить повторения бунта.
Порт-Блэр был выбран местом для строительства новой тюрьмы. Британцы считали отдаленные острова идеальным местом отбывания наказания для борцов за независимость.
Заключенные привлекались для строительства тюрьмы, зданий и портовых сооружений в Порт-Блэре. Во время строительства многие погибли.
К концу 19 века движение индийцев за независимость набирало обороты и количество заключённых постоянно увеличивалось. Британцы начали строительство тюрьмы строгого режима.
В результате была построена Сотовая тюрьма, как место полной изоляции от общества.

## Архитектура
Строительство тюрьмы началось в 1896 году и было завершено в 1906 году. Оригинальное сооружение было красно-коричневым кирпичным зданием. Кирпичи для построения здания были привезены из Бирмы.
Здание состояло из семи крыльев, сходившихся к сторожевой башне, из которой велось постоянное наблюдение за заключенными. На башне была колокольня, которая нужна была для поднятия тревоги.
Название тюрьмы «сотовая» происходит от большого количества маленьких ячеек — одиночных камер. Такая конструкция препятствовала любому общению между заключенными.
Всего в тюрьме было 693 одиночных камеры. Каждая камера была размером 4,5 на 2,7 метра с маленьким окошком для вентиляции на высоте трёх метров.

## Заключенные

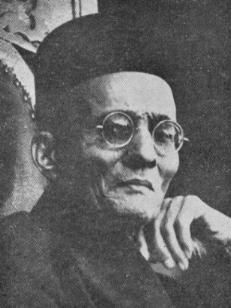
Винаяк Дамодар Саваркар

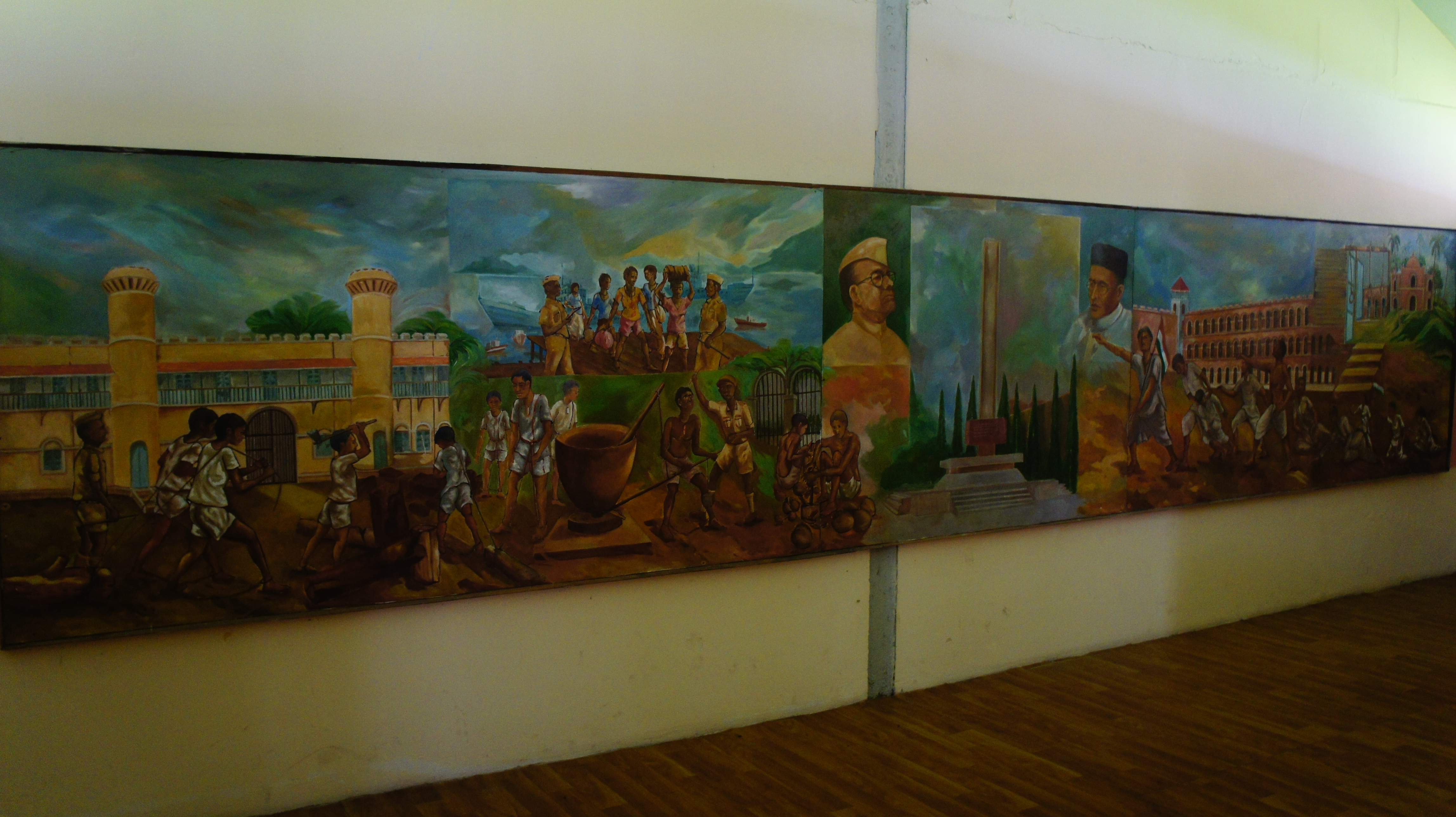
Панорама в музее Сотовой тюрьмы

Большинство заключенных в Сотовой тюрьме были борцами за независимость. Среди самых известных: Винаяк Саваркар, Батукешвар Дутта, Йогендра Шукла, Маулви Али, Ганеш Дамодар Савокар, Багха Джатин.
Братья Саваркар были приговорены к заключению в разное время и на протяжении двух лет не знали о нахождении друг друга в одной тюрьме.
В марте 1868 года 238 заключенных пытались бежать. К апрелю все они были пойманы. Один покончил жизнь самоубийством, а в оставшихся приговорили к повешению.
Также в начала 1930-х годов в тюрьме заключенные проводили голодные забастовки против бесчеловечного отношения. Махавира Сингх был одним из заключенных, которого пытались насильственно кормить, что привело к тому, что молоко попало в легкие, и он умер.
После этого случая правительство приняло решение вернуть политических заключенных на материк в 1937—1938 годах.

## Японская оккупация
Во время Второй мировой войны в 1942 году Япония оккупировала Андаманские острова и изгнала оттуда англичан. Сотовая тюрьма стала местом заключения британцев. В 1945 году Британия восстановила власть на Андаманских островах.

## После Независимости

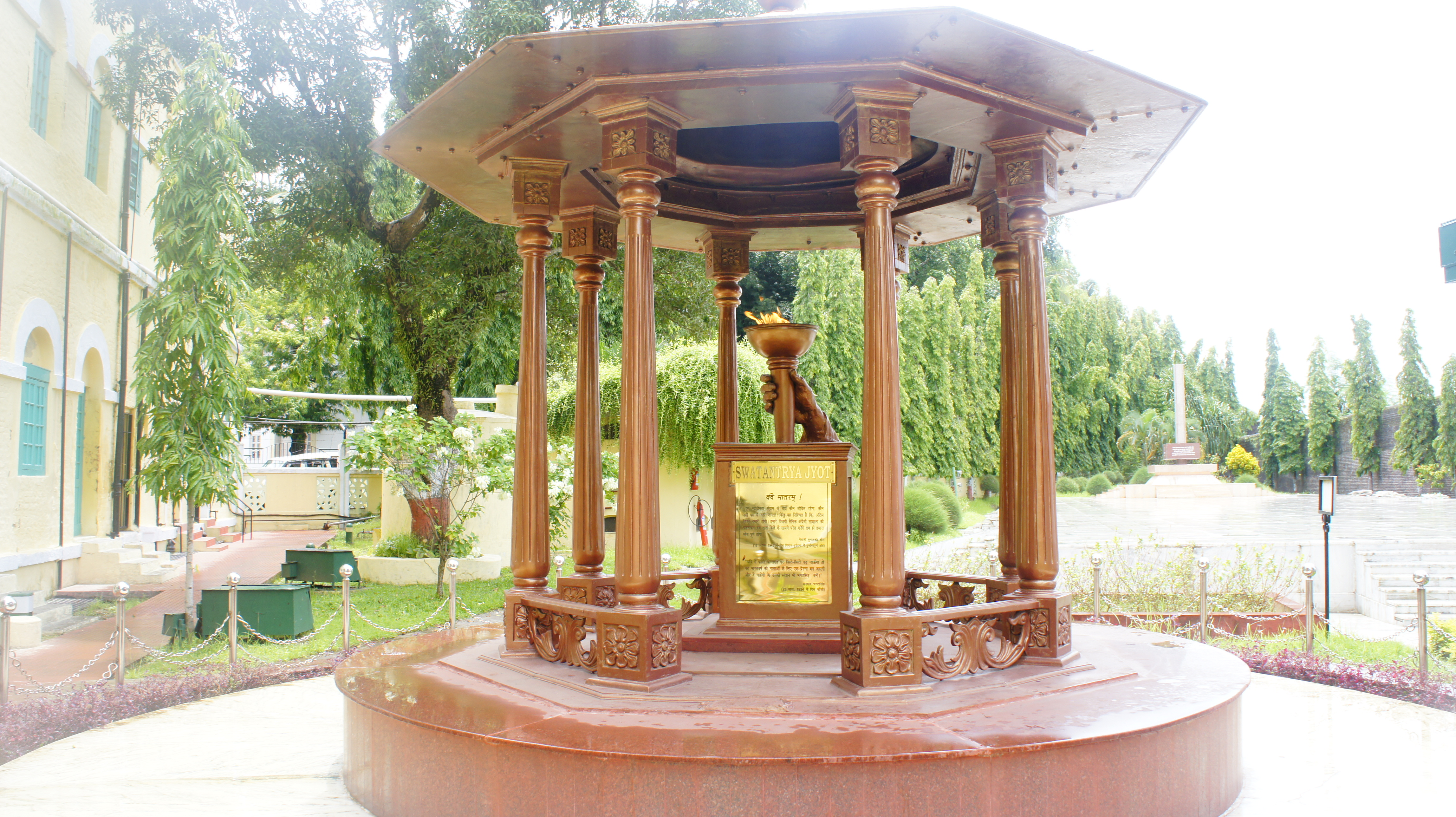
Вечный огонь в национальном мемориале

На территории мемориального комплекса воздвигнуты памятники самым известным борцам за независимость Индии, в частности Винаяк Саваркару. Несколько крыльев тюрьмы были снесены, остались только три крыла и сторожевая башня.
В 1969 году здесь открылся мемориальный комплекс и зажжен вечный огонь в память всех героев-освободителей Индии.
В 2006 году «Сотовой тюрьме» исполнилось 100 лет. Правительство Индии направило письма поддержки и благодарности всем выжившим заключённым самой известной тюрьмы Индии.